# Aeretes
Aeretes — рід вивірок, що містить один сучасний вид — Aeretes melanopterus (ендемік Китаю).
Два викопні види також відомі з пізнього пліоцену Китаю.
Найдавніші викопні рештки Aeretes були знайдені в Південному Китаї у відкладеннях середнього плейстоцену. У районі Пекіна найдавніші записи знайшли у Верхній печері та печері Тяньюань у Чжоукоудяні. Ці скам'янілості відносять до пізнього плейстоцену. Географічне поширення цього виду дуже обмежене. Aeretes еволюціонує через збільшення та зменшення розміру зубів з часом.
Вивірка Aeretes melanopterus відома своїми характерними зубами, які мають канавки на верхніх різцях. Ця унікальна характеристика допомагає тварині гризти ефективніше, що, можливо, дає їй перевагу під час живлення твердішими рослинними матеріалами.
Окрім змін у розмірі зубів, висота їхньої коронки постійно збільшувалася з часом. Це сталося завдяки адаптації та навчанню обробляти матеріал твердіших рослин, таких як кора дерев та волокниста рослинність.